# Thyreus decorus
Thyreus decorus là một loài Hymenoptera trong họ Apidae. Loài này được Smith mô tả khoa học năm 1852.